# Marno Allika
Pour les articles homonymes, voir Allika.
Marno Allika (né le 18 février 1982 à Haapsalu) est un escrimeur estonien qui pratique l'épée.

## Carrière
Il remporte la médaille d'argent par équipes lors des Championnats d'Europe d'escrime 2015.